# Körperabformung

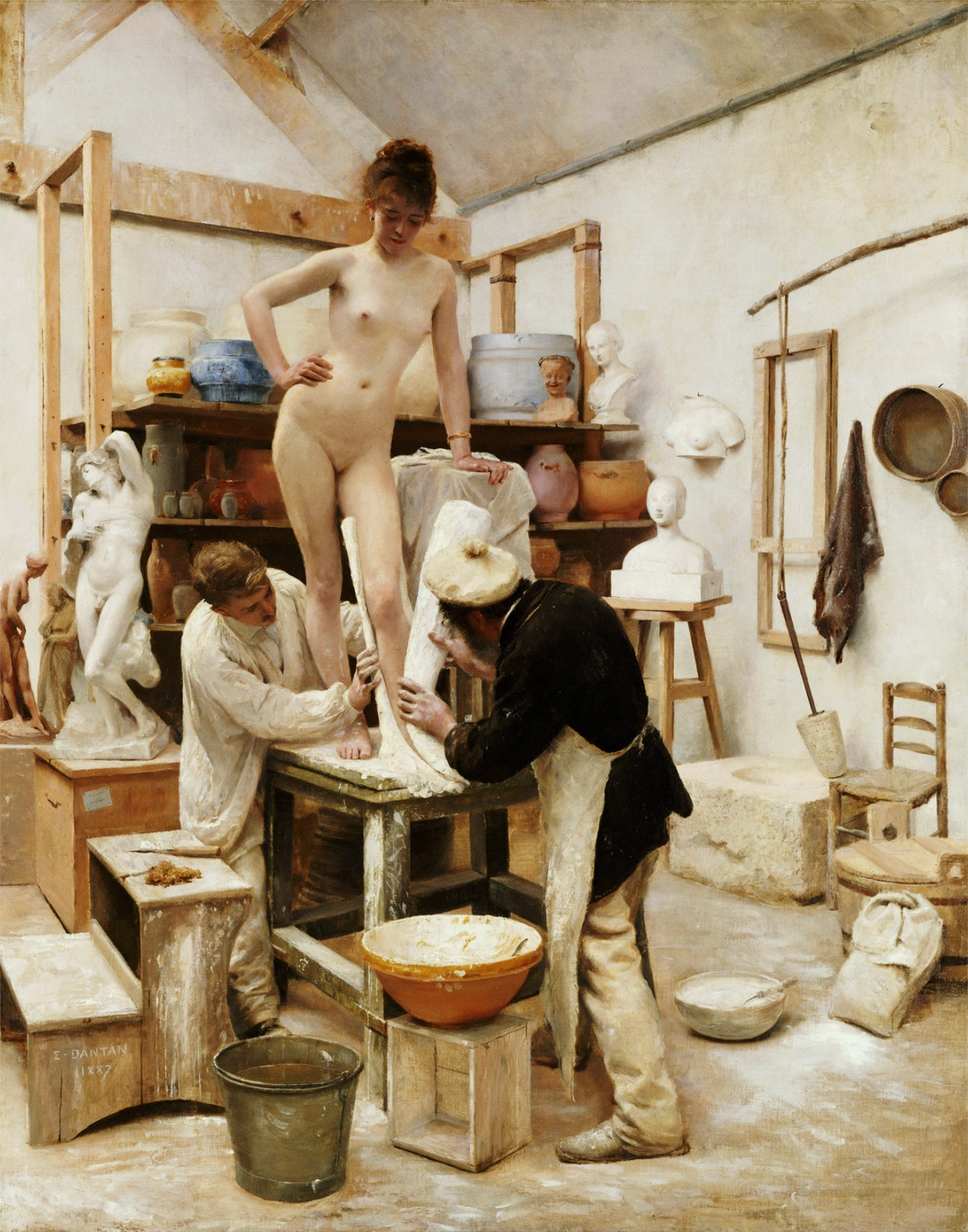
Édouard Joseph Dantan: Un Moulage sur Nature, 1887; 131 × 103 cm. Göteborgs Konstmuseum

Als Körperabformung oder Lebendabformung bezeichnet man die Formabnahme eines lebenden Menschen oder seiner Teile. Die Totenmaske stellt hingegen einen gesonderten Bereich dar.
Körperabformungen sind anhand von Artefakten seit der Antike belegt. In der Neuzeit gewannen seit der Renaissance die Abformungen lebender Menschen in Gips zunehmend an Bedeutung als Modelle für Abgüsse (zum Beispiel in Bronze im Wachsausschmelzverfahren) und zu Studienzwecken. Seit dem 19. Jahrhundert diente die Technik auch zur Herstellung von Schaufensterpuppen.
In der Kunst des 20. Jahrhunderts wurde die Körperabformung, insbesondere in den 1960er Jahren, im Zuge der Pop Art von Bildhauern für Installationen herangezogen. Die Werke reichen von reiner Abformung bis hin zu aus den gewonnenen Formen bearbeiteten Skulpturen und Plastiken, wie sie zum Beispiel von Künstlern aus den USA wie Edward Kienholz und Duane Hanson hergestellt oder von dem deutschen Künstler Harry Kramer in den 1970er Jahren unter dem Titel Panoptikum gestaltet wurden. Die Materialien der figürlichen Darstellungen, die nach Körperabformungen in Gips entstanden, waren Ton, Gips und Papier, oder Ulla Horkys Mumienplastiken aus Kleber, Farbe und Seidenpapier, aber auch Metalle, Kunststofflaminate und Silikon fanden Verwendung.